# Тырава-Волоска (гмина)
Тырава-Волоска (пол. Tyrawa Wołoska) — сельская гмина (волость) в Польше, входит как административная единица в Санокский повет, Подкарпатское воеводство. Население — 1958 человек (на 2004 год).

## Демография
| Перепись                       | Всего   | Всего | Женщины | Женщины | Мужчины | Мужчины |
| ------------------------------ | ------- | ----- | ------- | ------- | ------- | ------- |
| Единицы                        | человек | %     | человек | %       | человек | %       |
| Население                      | 1958    | 100   | 942     | 48,1    | 1016    | 51,9    |
| Плотность населения (чел./км²) | 28,5    | 28,5  | 13,7    | 13,7    | 14,8    | 14,8    |

## Сельские округа
1. Ляхава
2. Холучкув
3. Крецув
4. Воля-Крецовска
5. Семушова
6. Розпуце
7. Ракова
8. Тырава-Волоска

## Соседние гмины
1. Гмина Бирча
2. Гмина Леско
3. Гмина Ольшаница
4. Гмина Санок